# Johann Friedrich Reitemeier
Johann Friedrich Reitemeier (* 23. Mai 1755 in Göttingen; † 28. August 1839 in Hamburg) war ein deutscher Rechtswissenschaftler und Hochschullehrer.

## Leben
Reitemeier absolvierte das Göttinger Gymnasium und nahm anschließend ein Studium der Philologie an der Universität Göttingen auf. Während des Studiums wendete er sich dem Studium der Rechte zu. In diesem Fach wurde er 1783 zum Doktor der Rechte promoviert. Kurz darauf erfolgte seine Habilitation an der Juristischen Fakultät. Ab 1783 lehrte er dort als Privatdozent.
Reitemeier folgte 1785 einem Ruf als ordentlicher Professor an die Brandenburgische Universität Frankfurt. Dort wurde er 1790 zudem zum königlich preußischen Legationsrat ernannt. In dieser Zeit war er auch als Lehrer im Haus von Marie-Elisabeth von Humboldt tätig. Nachdem er bereits in Göttingen schriftstellerisch in Erscheinung trat und seine Werke bei den Rezensenten positive Aufnahme fanden, folgte in Frankfurt nochmals eine sehr fruchtbare Phase seines schriftstellerischen Schaffens. Bereits zu dieser Zeit ist sein schwieriger Charakter verbürgt. Nach einem Streit mit seinen Fakultätskollegen, in dem er nicht zuletzt vor dem Ministerium unterlag, ließ er sich zu Beleidigungen gegenüber dem Minister Julius Eberhard von Massow und anderen hinreisen, die schließlich 1808/1809 zu einer Verurteilung führten. Diese konnten allerdings nur noch an seinem in Preußen zurückgelassenen Vermögen vollstreckt werden, da er bereits nicht mehr in Preußen lebte.
Reitemeier folgte 1805 einem Ruf als ordentlicher Professor des Kriminalrechts und des Deutschen Rechts an die Universität Kiel. Zugleich wurde er königlich dänischer Etatsrat und ordentliches Mitglied des Spruchkollegiums. Auch in Kiel geriet er mit seinen Kollegen in Streit und wurde abermals gerichtlich verurteilt. Er wurde zwar daraufhin von König Friedrich VI. von Dänemark begnadigt, allerdings in diesem Zuge 1811 oder 1818 von seiner Professur unter Belassung seines vollen Gehalts enthoben. 
Reitemeier ließ sich daraufhin 1818 als Privatier in Kopenhagen nieder. Auch hier verwickelte er sich in Streitigkeiten. Er versuchte gegen seine Verurteilung vorzugehen und zog 1828 nach Kiel zurück. 1829 wurde er aber schließlich von höchster Stelle zu drei Jahren Haft verurteilt und verlor seinen Titel als dänischer Etatsrat. Der Gefängnisstrafe entzog er sich durch eine Flucht nach Hamburg. Dort lebte er schließlich bis zu seinem Tod als Privatier. Er wird als begabter Wissenschaftler eingeordnet, dessen Wirksamkeit durch seinen schwierigen Charakter nicht zur Verwirklichung kam.

## Werke (Auswahl)
- Conspectus iuris Romani, Göttingen 1784.
- Encyclopädie und Geschichte der Rechte in Deutschland, Dietrich, Göttingen 1785.
- Geschichte des Bergbaues und Hüttenwesens bey den alten Völkern, Dietrich, Göttingen 1785.
- Grundsätze der Regentenschaft in souverainen und abhängigen Staaten, Mylius, Berlin 1789.
- Justizverbesserungen bey der Ausübung und Controlle der Rechtspflege: Vorschläge zur Verminderung des Justizschwankens und der Scheinjustiz, Akademische Buchhandlung, Frankfurt an der Oder 1800.
- Das allgemeine Abschoßrecht in Deutschland, Akademische Buchhandlung, Frankfurt an der Oder 1800.
- Geschichte der preußischen Länder an der Oder und Weichsel bis zum Jahre 1320, Akademische Buchhandlung, Frankfurt an der Oder 1801.
- Die Wahrheit vor Gericht, Akademische Buchhandlung, Frankfurt an der Oder 1802.
- Deutschland vor und nach dem Lüneviller Frieden, Akademische Buchhandlung, Frankfurt an der Oder 1804.
- Das Bundesgericht für Staaten und Regenten: Eine stehende Friedenspflege mit Spruchsausträgen, Mohr, Kiel 1817.